# Saint Robert
Saint Robert és una població dels Estats Units a l'estat de Missouri. Segons el cens del 2000 tenia 2.760 habitants.

## Demografia
Segons el cens del 2000, Saint Robert tenia 2.760 habitants, 1.219 habitatges, i 688 famílies. La densitat de població era de 147,8 habitants per km².
Dels 1.219 habitatges en un 31,3% hi vivien nens de menys de 18 anys, en un 39,7% hi vivien parelles casades, en un 12,1% dones solteres, i en un 43,5% no eren unitats familiars. En el 36,5% dels habitatges hi vivien persones soles el 6% de les quals corresponia a persones de 65 anys o més que vivien soles. El nombre mitjà de persones vivint en cada habitatge era de 2,25 i el nombre mitjà de persones que vivien en cada família era de 2,98.
Per edats la població es repartia de la següent manera: un 26,9% tenia menys de 18 anys, un 7,8% entre 18 i 24, un 37,3% entre 25 i 44, un 20% de 45 a 60 i un 8% 65 anys o més.
L'edat mediana era de 33 anys. Per cada 100 dones de 18 o més anys hi havia 101,5 homes.
La renda mediana per habitatge era de 33.080 $ i la renda mediana per família de 37.841 $. Els homes tenien una renda mediana de 29.934 $ mentre que les dones 20.625 $. La renda per capita de la població era de 17.650 $. Entorn de l'11,3% de les famílies i l'11,3% de la població estaven per davall del llindar de pobresa.

## Poblacions properes
El següent diagrama mostra les poblacions més properes.